# IBM La Gaude
Inauguré en 1962, le Centre d'études et recherches IBM La Gaude a été un important laboratoire de recherche en informatique de la société IBM ; ce centre d'innovation au niveau mondial était situé à La Gaude près de Nice sur la Côte d'Azur. Dans la décennie des années 1990, il est devenu un centre de présentation de « Solutions métiers IBM ». IBM a quitté ce site et déménagé ses bureaux pour la métropole de Nice (quartier Méridia) en août 2015. 

## Historique
Les ingénieurs français à IBM La Gaude ont développé les premiers autocommutateurs dans le monde contrôlés par des ordinateurs IBM 1750, 2750 and 3750 Switching Systems. Ces produits étaient fabriqués à IBM Montpellier entre les années 1969 et approximativement 1999, et beaucoup furent installés en France, en Allemagne, au Royaume-Uni, et en Italie, plusieurs continuant d'être utilisés jusqu'aux années 1990 et 2000.
Le laboratoire assurait également le développement des produits de télécommunication comme l'IBM 2700 (en), en particulier pour les adapter à l'Europe.  
En 2015 le site IBM de La Gaude regroupait quelque six cents salariés et quatre cents sous-traitants dans un bâtiment en forme de « X » de 35 000 m2, œuvre de l'architecte d’origine hongroise Marcel Breuer. 
Pour sa qualité architecturale résolument moderne et son insertion harmonieuse dans le paysage, ce bâtiment a reçu en 2000, de la Direction régionale des Affaires culturelles, le Label « Patrimoine du XXe siècle ». Depuis septembre 2020, par arrêté préfectoral, cet édifice imposant, représentatif du mouvement architectural du Brutalisme, est inscrit au titre des Monuments historiques pour « l’intégralité de l’enveloppe extérieure de tous les bâtiments, le sol de leur parcelle d’assiette, tous les éléments de structure et le parc ».  

## Controverses
En 2007, les voix de certains employés du site IBM La Gaude se sont élevées pour dénoncer leurs conditions de travail en raison du manque d'entretien des bâtiments. Le 25 octobre 2007, plus de 200 employés manifestaient contre un transfert du personnel à la société AT&T, au motif que ce transfert n'était qu'une méthode de licenciement par procuration.